# Contea di Laikipia
La contea di Laikipia (in inglese: Laikipia County) è una contea del Kenya situata nell'ex provincia della Rift Valley. Il capoluogo è Nanyuki; altri importanti centri urbani sono Nanyuki, a sud-est, e Nyahururu, a sud-ovest.
Nella contea risiedono circa 218.580 persone. È un antico territorio Masai; alcune porzioni del territorio costituiscono un'area protetta grazie all'opera di Kuki Gallmann e della Gallmann Memorial Foundation, fondata nel 1984.
Laikipia è divisa in due collegi elettorali: Laikipia Est e Laikipia Ovest.

## Curiosità
Di Laikipia parla Marco Baliani nel libro L'amore buono, resoconto della preparazione dello spettacolo omonimo del 2006.